# Zamach w Bangkoku (2012)
Zamach w Bangkoku 14 lutego 2012 – seria eksplozji w stolicy Tajlandii. Władze kraju poinformowały, iż był to nieudany atak Irańczyków na izraelskich dyplomatów. W wyniku wybuchów 5 osób odniosło obrażenia. Kilkoro z zamachowców zostało schwytanych, wśród nich jeden z ciężkimi obrażeniami ciała.

## Tło
Zamach nastąpił dzień po aktach terroryzmu w Delhi i w Tbilisi. Izrael oskarżył o ich przeprowadzenie Iran.

## Eksplozje
Pierwszy wybuch nastąpił około godziny 14:00 w pobliżu „bezpiecznego domu”, który podejrzani wynajęli. Eksplozja zniszczyła część dachu budynku. Zamachowiec wybiegł z domu i będąc w ciężkim stanie próbował zatrzymać przejeżdżającą taksówkę. Kiedy kierowca odmówił jego zabrania ten rzucił w kierunku pojazdu granat, który uszkodził pojazd i ranił taksówkarza. Policjanci próbujący schwytać zamachowca również zostali obrzuceni granatami. Jeden z nich odbił się od drzewa i spadł wprost pod nogi zamachowca urywając mu je. 

## Śledztwo
Dochodzenie prowadzili tajscy urzędnicy, policjanci oraz specjaliści medycyny sądowej. Z odzieży zebrano próbki materiałów wybuchowych, które poddano analizie. Przeglądano również nagrania z kamer przemysłowych. 
Trzech Irańczyków oskarżonych o zamach, Moradi, Khazaei i Zadeh przylecieli 8 lutego do Phuket w południowej Tajlandii. Następnie udali się do Pattaya, gdzie według mediów mieli spędzić pięć dni w towarzystwie trzech prostytutek, a następnie udać się do Bangkoku.
17 lutego tajski urzędnik ogłosił, że dochodzenie nie wykazało związku między podejrzanymi a organizacją terrorystyczną oraz że zamachy prawdopodobnie nie były próbą zabicia Izraelskiego ministra obrony Ehuda Baraka, który planował zwiedzanie kraju.

### Podejrzani
- Saeed Moradi (28 lat) – podczas zamachu stracił obie nogi i został przetransportowany do szpitala[6][9].
- Mohammad Hazaei (42 lata) – aresztowany tuż po zamachu na lotnisku Suvarnabhumi[6][9].
- Masoud Sedaghat Zadeh (31 lat) – w dniu zamachu uciekł do Malezji. Zatrzymany 15 lutego na lotnisku Kuala Lumpur podczas próby wylotu do Iranu[6][9].
- Leila Rohani – przyjmuje się, że uciekła do Teheranu. To ona wynajęła dom gdzie przebywali trzej poprzedni podejrzani[9].
- Javad Nikkahfard (52 lata) – zatrzymany dzięki monitoringowi, przypuszcza się, że on był twórcą bomb[6][9].
- Ali Akbar Norouzi Shaya (57 lat) – został przeciwko niemu wystawiony nakaz aresztowania, przypuszcza się, że zdołał uciec do Iranu[10].

## Reakcje
- Tajlandia – Szef Tajlandzkiej Policji Królewskiej Priewpan Damapong polecił Ministerstwu Transportu wprowadzenie stanu najwyższej gotowości na sześciu międzynarodowych portach lotniczych w kraju. Było to następstwem informacji jakie otrzymano od izraelskiego wywiadu o możliwości przygotowywania dalszych zamachów terrorystycznych na terytorium Tajlandii[11].

Tajska policja przeprowadziła przeszukania budynku po budynku wokół żydowskiej synagogi przy drodze Sukhumvit. Świątynia była już pod 24-godzinną ochronę policyjną po aresztowaniu w styczniu rzekomego agenta Hezbollahu pochodzenia szwedzko-libańskiego. 
- Izrael – Biuro Bezpieczeństwa Izraela wydało komunikat ostrzegający rodaków o możliwości przygotowywania kolejnych zamachów przez Iran i Hezbollah[13].